# Cascata all'Inferno
La cascata all'Inferno o cascata Pflerscher Hölle (Wasserfall Pflerscher Hölle in tedesco), è una cascata che si trova in Val di Fleres, nel comune del Brennero, in Alto Adige, l'altezza del suo salto è di 46 metri.

## Come raggiungerla
Si parte da San Antonio, incamminandosi per la pensione Feuerstein, si prosegue per la vecchia Steiner Kirchweg fino a giungere alla località Sasso (Stein). Qui si raggiunge un ponticello blu, che si attraversa per andare sulla strada forestale nella direzione del rifugio Cremona e rifugio Tribulaun. Questa viene considerata dai valligiani anche come un indicatore meteorologico; se la cascata "fuma" (ovvero diviene spumeggiante) allora si ha il bel tempo.
Dal parcheggio di Sasso la cascata è raggiungibile in 40 minuti, seguendo la segnaletica. 